# Ordine dell'Amicizia (Uzbekistan)
L'Ordine dell'Amicizia è un'onorificenza dell'Uzbekistan.

## Storia
L'Ordine è stato fondato il 6 maggio 1994.

## Insegne
- Il nastro è diviso in quattro parti la prima è blu, la seconda verde, la terza gialla e la quarta rossa. Le varie sezioni sono separate da una sottile striscia bianca.